# Oud Goa
Goa of Oud-Goa was het bestuurlijke centrum van Portugees-Indië, van waaruit de handel met en de missie van het Portugese rijk in Azië werd gecoördineerd.

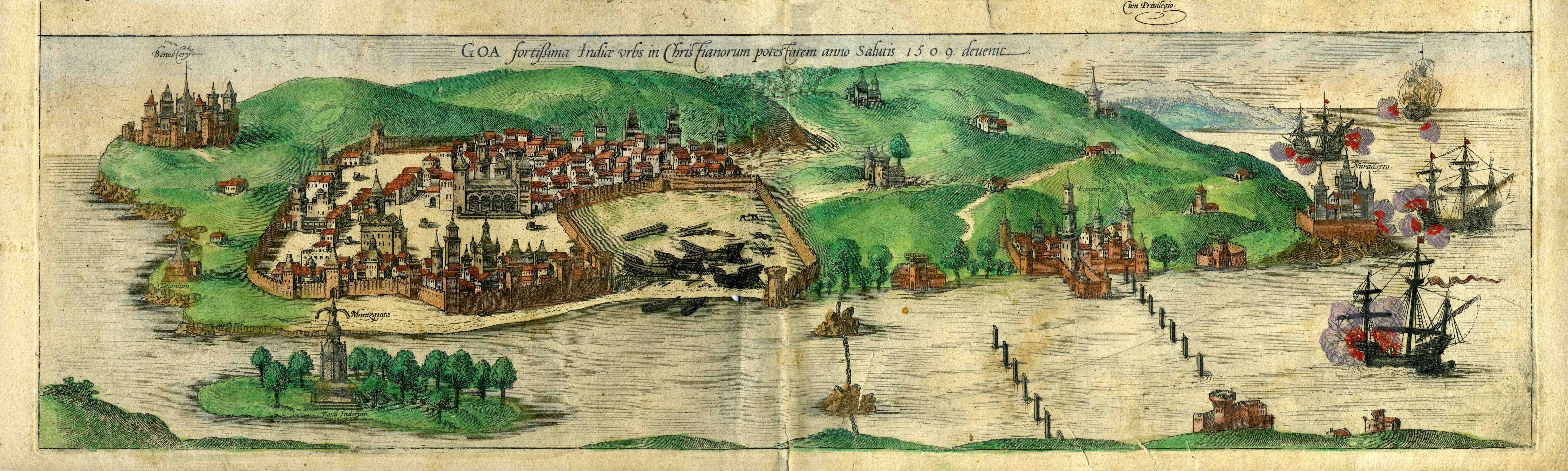
Het ommuurde Goa rond 1600, met enkele toegangspoorten en kastelen buiten de stad.

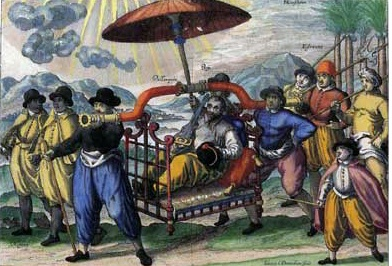
Tekening uit de Itinerario van Jan Huygen van Linschoten die in dienst van het patriarchaat jarenlang in Goa verbleef.

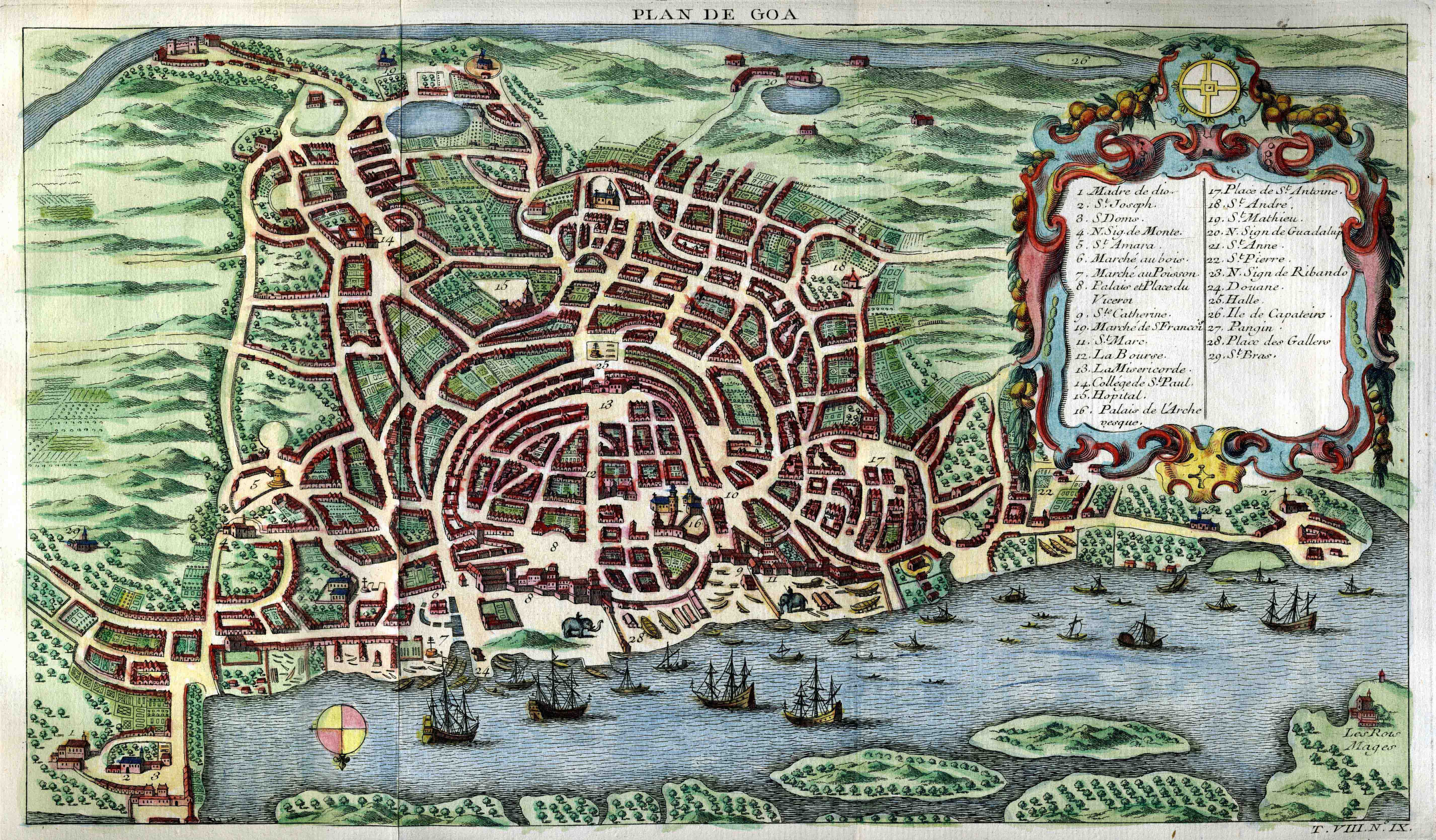
De stad rond 1750.

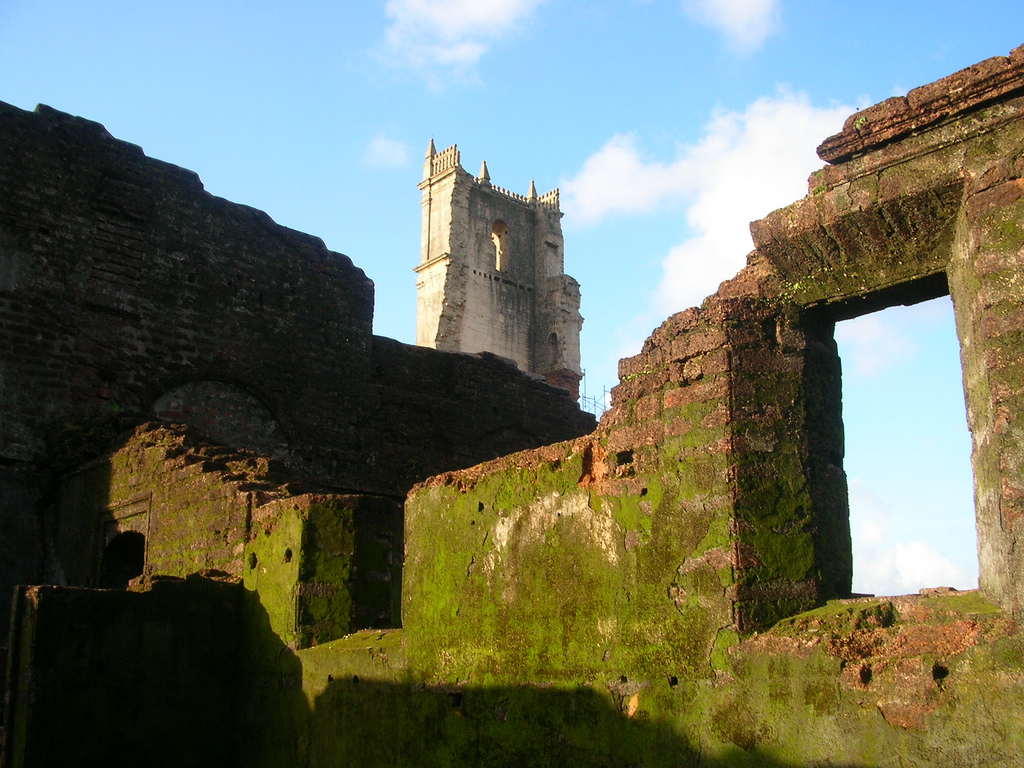
Ruïne in Oud-Goa.

## Geografie
Oud-Goa behoort tot het district Noord-Goa in de Indiase deelstaat Goa. Het ligt op een schoorwal en is van het vasteland gescheiden door de Mandovi (Mahadayi or Mhadei), een rivier die van Karnataka naar de Arabische Zee stroomt. In de regentijd (gedurende onze zomer) was de zee onstuimig en kwamen er zandbanken in de monding van Mandovi te liggen, waardoor in- en uitvaren onmogelijk werd en handelsactiviteiten stilvielen.

## Geschiedenis
Het eiland maakte destijds onderdeel uit van het sultanaat Deccan. Vanaf 1510 zetelden de Portugezen in Goa. In fraaie paleizen zetelden een onderkoning en een aartsbisschop. Goa was een levendige stad, ruim opgezet met tuinen en lusthoven. Het pronkte met allerlei koopwaar, waaronder gelakte bedsteden en slaven. De stad groeide uit tot een bestuurlijk centrum met twee- à driehonderdduizend inwoners, toen in grootte te vergelijken met Londen of Parijs. Vanuit Goa werden Portugese bezittingen op de Malabarkust, Ceylon, Malakka en Macau ondersteund.
De Vereenigde Oostindische Compagnie (VOC) probeerde al spoedig een soortgelijk centrum te creëren met de stichting van Batavia op Java in 1619. Goa werd vanaf 1636 acht jaar lang belegerd door VOC-schepen zodat de Portugese retourvloot niet kon uitvaren. Het beleg luidde het verval van de stad in.
In de 18e eeuw werd Goa gemeden na een heftige malaria- en cholera-epidemie en iedereen verhuisde naar Nieuw-Goa (tegenwoordig Panaji), dat in in 1843 officieel de nieuwe hoofdstad werd. In 1775 woonden er nog 1500 mensen in Goa en in 1835 werd de stad definitief verlaten. Aan het einde van de 19e eeuw woonden er enkel nog geestelijken.

## Erfgoed en toerisme
Er is niet veel overgebleven van deze eertijds beroemde stad, behalve enkele kerken en kathedralen behorend tot het katholiek Patriarchaat Oost-Indië. Veel toeristen bezoeken Oud-Goa vanwege het graf van Franciscus Xaverius. Wouter Schouten vermeldt dat er ook cellen en woningen voor Jezuïeten, Dominicanen, Augustijnen en Franciscanen waren.
De naam Oud-Goa ontstond in de jaren zestig van de twintigste eeuw, voordat het terrein in 1986 door de UNESCO werd erkend en op de werelderfgoedlijst werd geplaatst. De ruïnes en gebouwen zijn van zonsopgang tot -ondergang te bezichtigen. De toegang is gratis maar er zijn dan ook geen voorzieningen in Oud-Goa.